# Charinus schirchii
Charinus schirchii är en spindeldjursart som först beskrevs av Cândido Firmino de Mello-Leitão 1931. 
Charinus schirchii ingår i släktet Charinus och familjen Charinidae. Inga underarter finns listade i Catalogue of Life.